# 박상홍
박상홍(朴商弘, 1963년 1월 10일 ~ )는 대한민국의 제7대 서울특별시 서대문구의원이었다. 그리고 충청남도 예산군 출신이다.

## 학력
- 한국방송통신대학교 행정학과 1학년 재적

## 경력
- 시민카페 "길" 운영위원
- 중앙민방위교육원 제1기 지역자율방재단과정 수료
- 한국방재안전관리사협회 방재안전관리사
- 민주당 서울시당 서대문구 을 주민자치특별위원장
- 북가좌 2동 새마을지도자
- 북가좌 2동 거북비1길 골목지킴이 봉사단장
- 북가좌동 시민안전봉사자
- 대한적십자 서대문구 북가좌2동 회장
- 법무부 서부지방검찰청 범죄예방위원
- 서대문구 북가좌2동 통장단 협의회 회장
- 서대문구 자율방제단 단장
- 서대문구 체육회 이사
- 서대문구 구민명예감사관 첨령분과 대표
- 서대문구 북가좌2동 주민차치위원장
- 2014.07 ~ 2018.06 제7대 서울특별시 서대문구의회 의원
- 2014.07 ~ 2016.07 제7대 서울특별시 서대문구의회 전반기 행정복지위원장
- 2016.07 ~ 2018.06 제7대 서울특별시 서대문구의회 후반기 운영위원회 위원장
- 2016.07 ~ 2018.06 제7대 서울특별시 서대문구의회 후반기 행정복지위원회 위원
- 2018.02 ~ 2018.03 제7대 서울특별시 서대문구의회 주택재개발정비사업및간판개선사업특별위원회 위원
- 더불어민주당 탈당
- 자유한국당 입당
- 자유한국당 서울시당 서대문구 을 사무국장
- 서대문구 개인택시지부 조합원
- 미래통합당 서울시당 서대문구 을 사무국장

## 역대 선거 결과
|  | 23.99% |

|  | 36.86% |